# Gravina (Adelsgeschlecht)

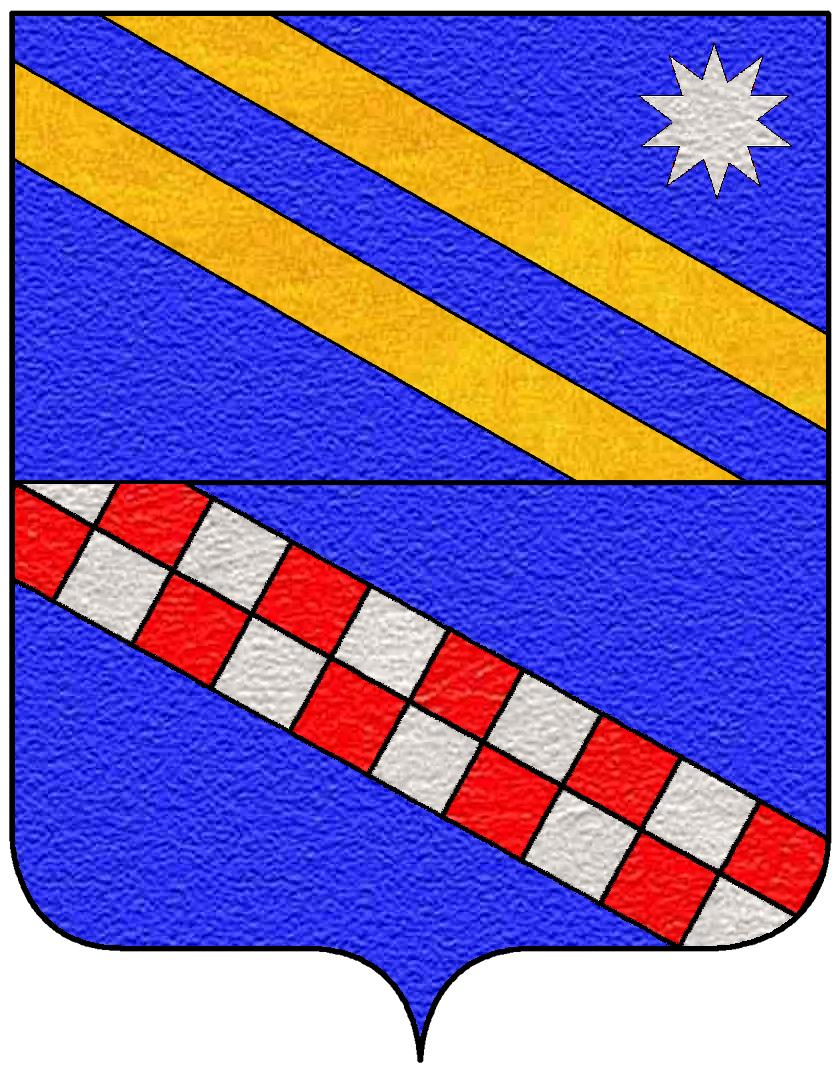
Wappen der Fürsten Gravina

Gravina ist der Name eines bis heute blühenden italienischen Adelsgeschlechts, das dem Hochadel angehört. Die Familie gehört zum ältesten Adel Siziliens und stieg dort zu fürstlichen und herzoglichen Würden auf.

## Geschichte

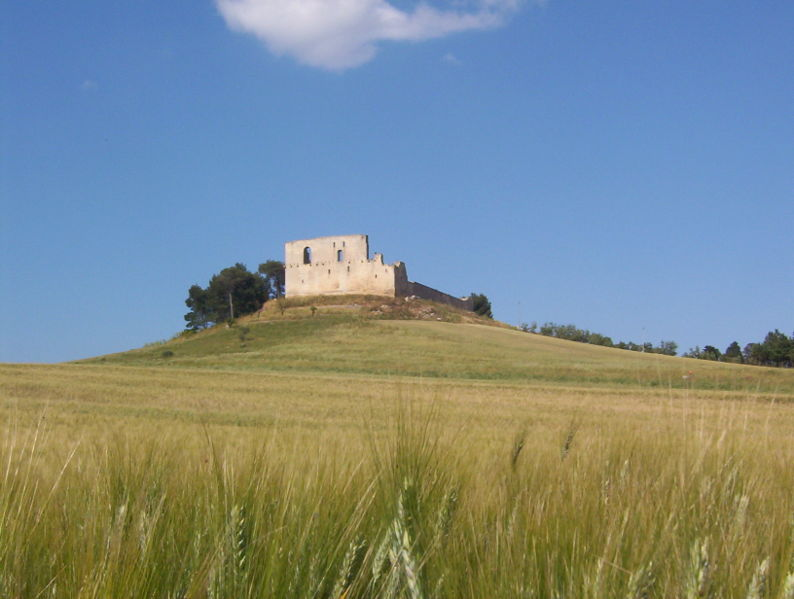
Die Ruinen der Burg Gravina in Puglia, erbaut für Kaiser Friedrich II.

Die Gravina sind der Überlieferung nach eine normannische Familie, die von Rollo abstammen soll, dem ersten Herzog der Normandie und direktem Vorfahren Wilhelms des Eroberers (1027–1087). Sie sind eines Stammes mit den Sanseverino und den Filangeri. Der Stammvater der Gravina war Silvano, der sich nach seinem Lehnsbesitz in Gravina in Puglia benannte (der um 1420 im Erbweg auf die Orsini überging). König Martin I. bestätigte ihnen diese königliche Abkunft durch Diplom vom 20. November 1405 und gestattete ihnen die Benutzung der königlichen Grablege. In diesem Diplom wird auch ein Gilberto di Gravina erwähnt, der sich im Ersten Kreuzzug als Waffengefährte seiner Vettern Bohemund von Tarent und Tankred von Hauteville ausgezeichnet habe.
Die Gravina dienten sodann dem Haus Anjou und der Krone Aragon, von denen sie viele Lehen erhielten, darunter neun, die mit Fürstentiteln verbunden waren (u. a. Principe di Palagonia, di Comitini, di Ramacca), fünf mit Herzogstiteln, sieben Markgrafschaften, drei Grafschaften und 24 Baronien. Unter Philipp V. wurden sie zu Granden von Spanien erhoben.
Die Gravina gehören neben den Alliata, Filangeri, Lancia, Moncada, Notarbartolo, Paternò, Spucches, Stagno, Tomasi di Lampedusa, Valguarnera und Ventimiglia zu den großen Fürstenhäusern im einstigen Königreich Sizilien. Nach dem berühmten Roman Der Gattopardo werden diese auch bisweilen als Die Leoparden bezeichnet.
Heutiges Familienoberhaupt ist Don Silvano Gravina Cruyllas, Principe di Comitini e di Santa Maria d’Altomonte (* 1946), siehe Weblink.

## Bekannte Familienmitglieder
- Don Federico Carlos Gravina y Nápoli (1756–1806), spanischer Admiral

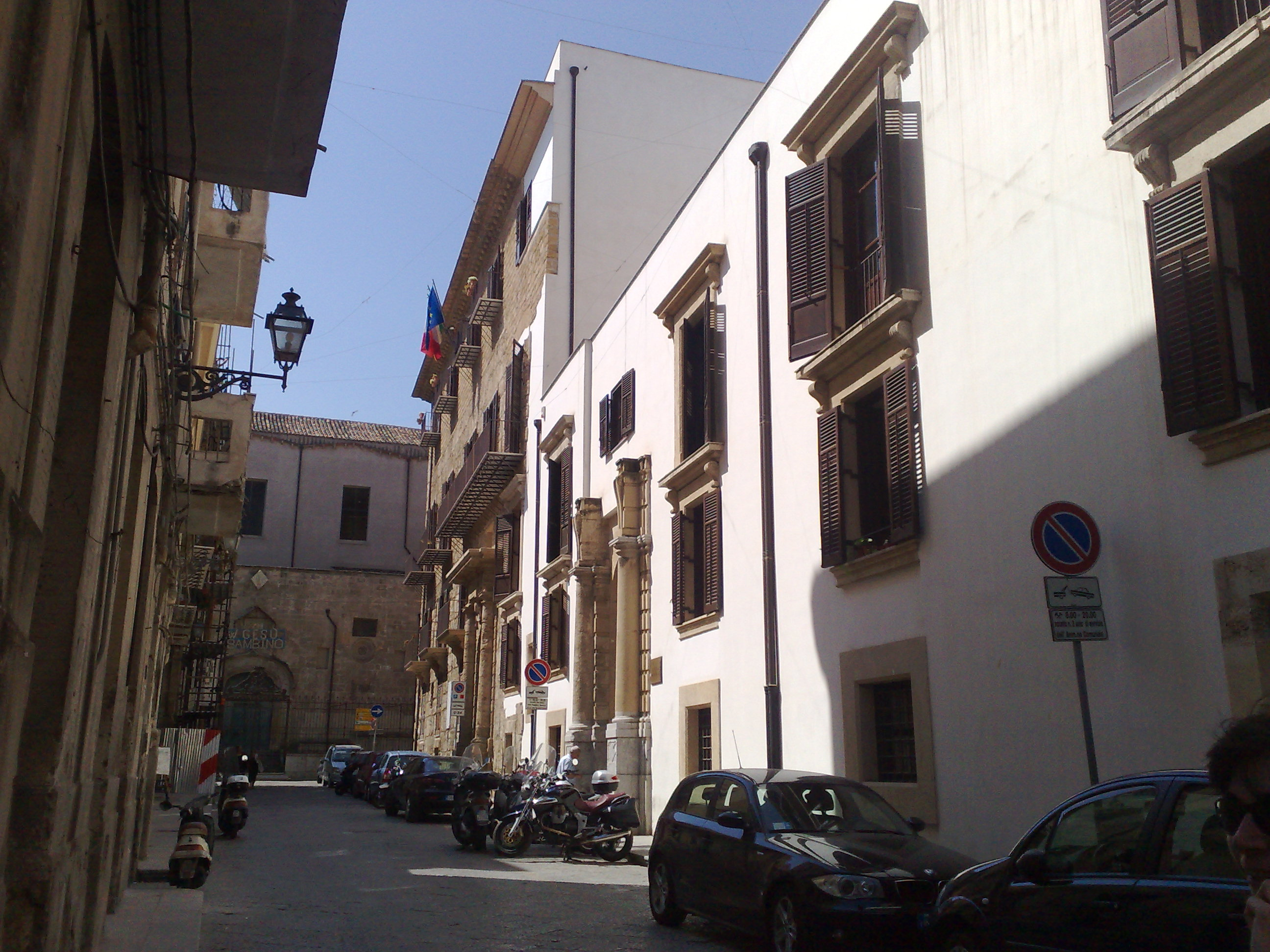
Palazzo Palagonia, Palermo
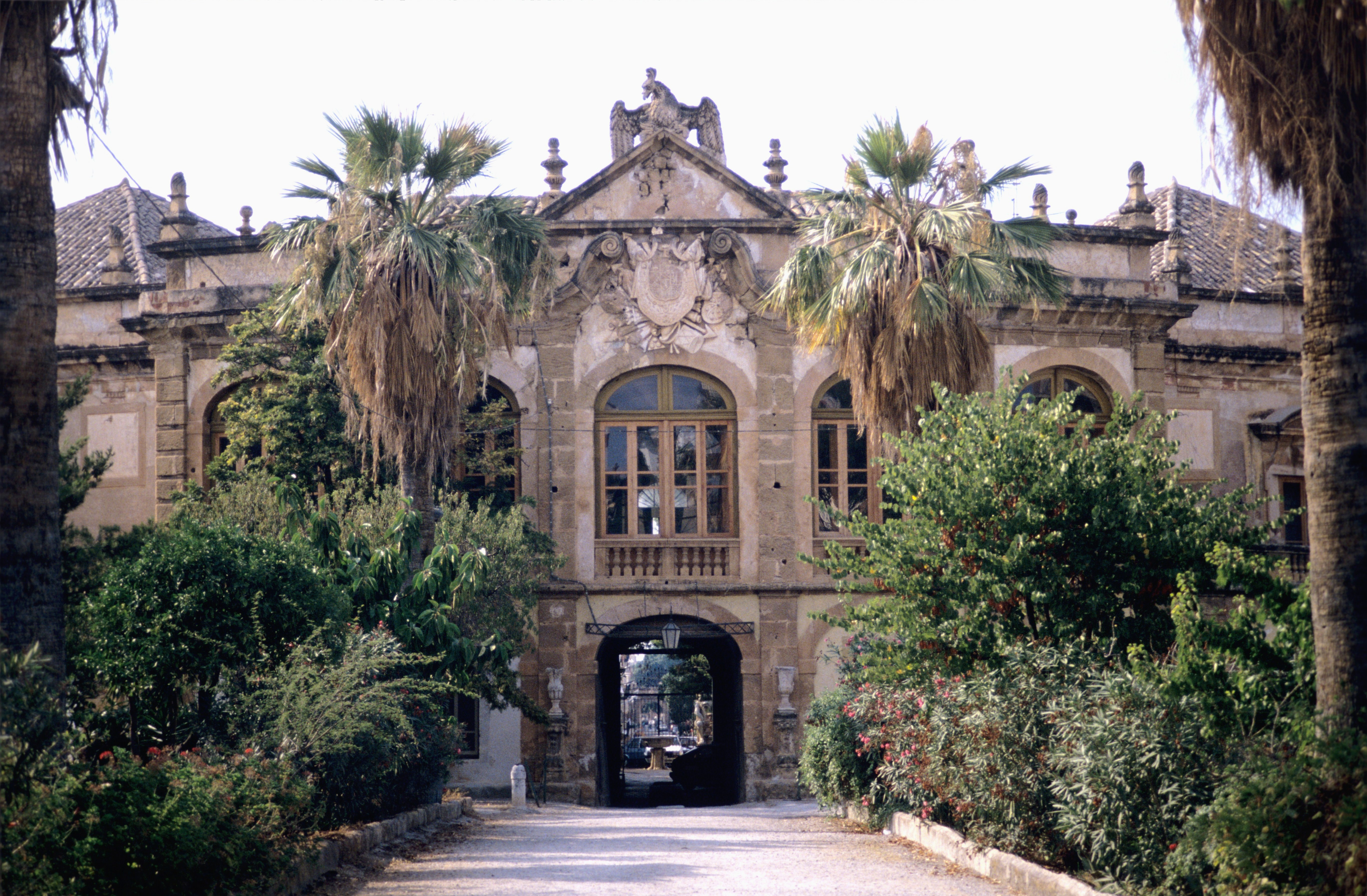
Villa Palagonia, Bagheria
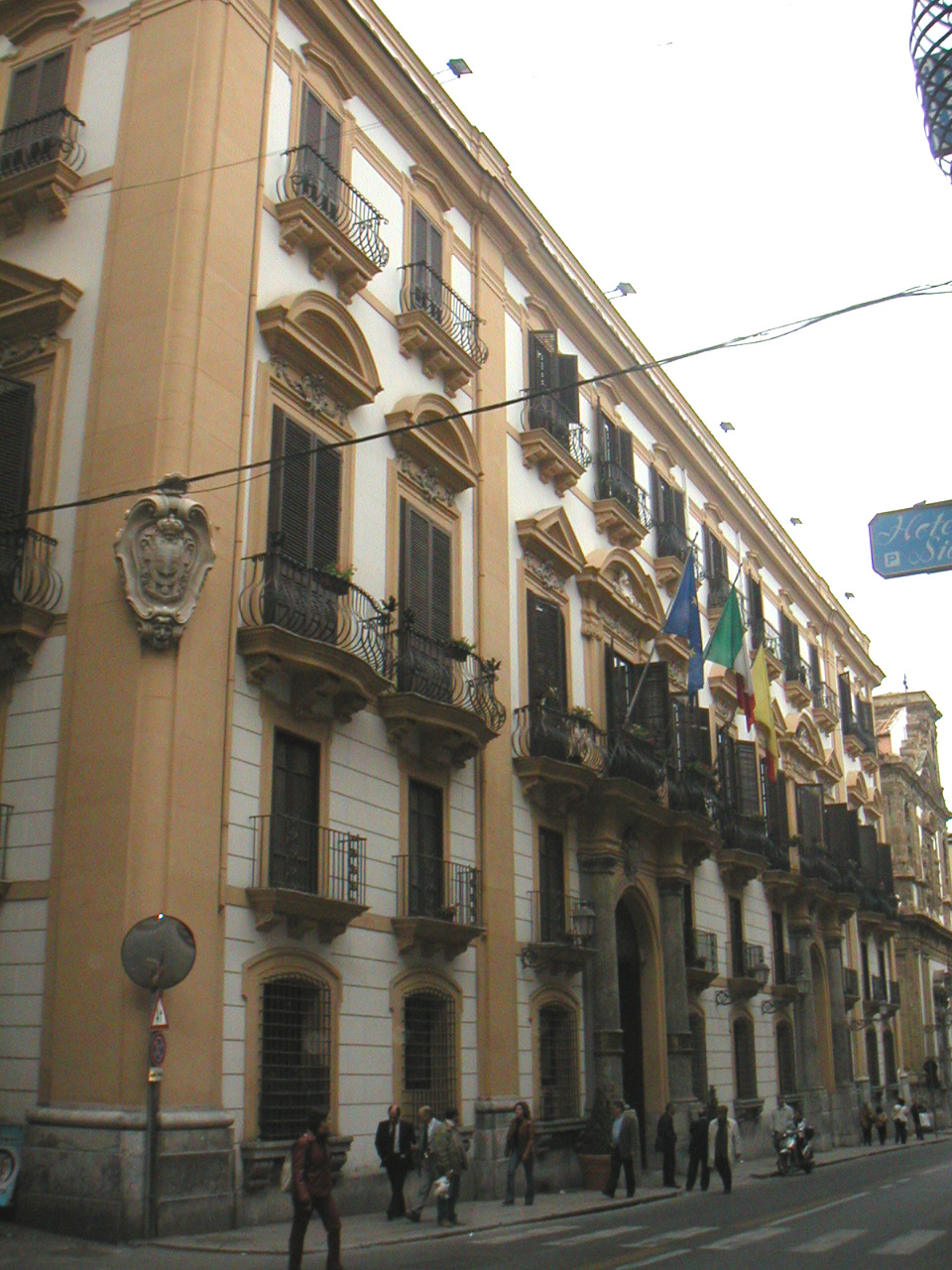
Blandine Gravina, geb. von Bülow (1863–1941), Tochter von Cosima Wagner und Hans von Bülow und Enkelin von Franz Liszt, heiratete 1882 den Grafen Biagi Gravina, den zweiten Sohn des Fürsten di Ramacca aus Palermo
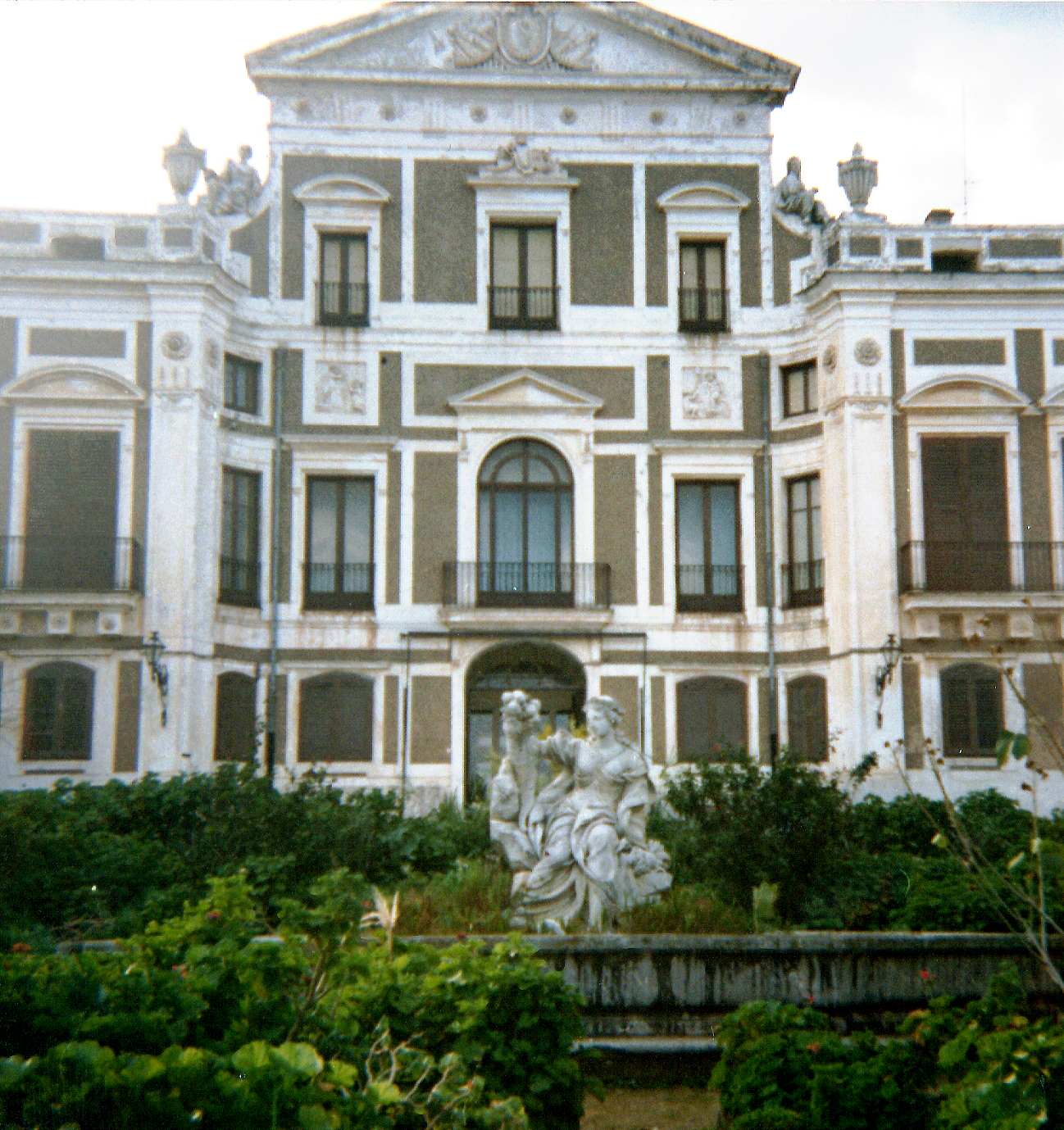
Villa Comitini-Trabia, Bagheria
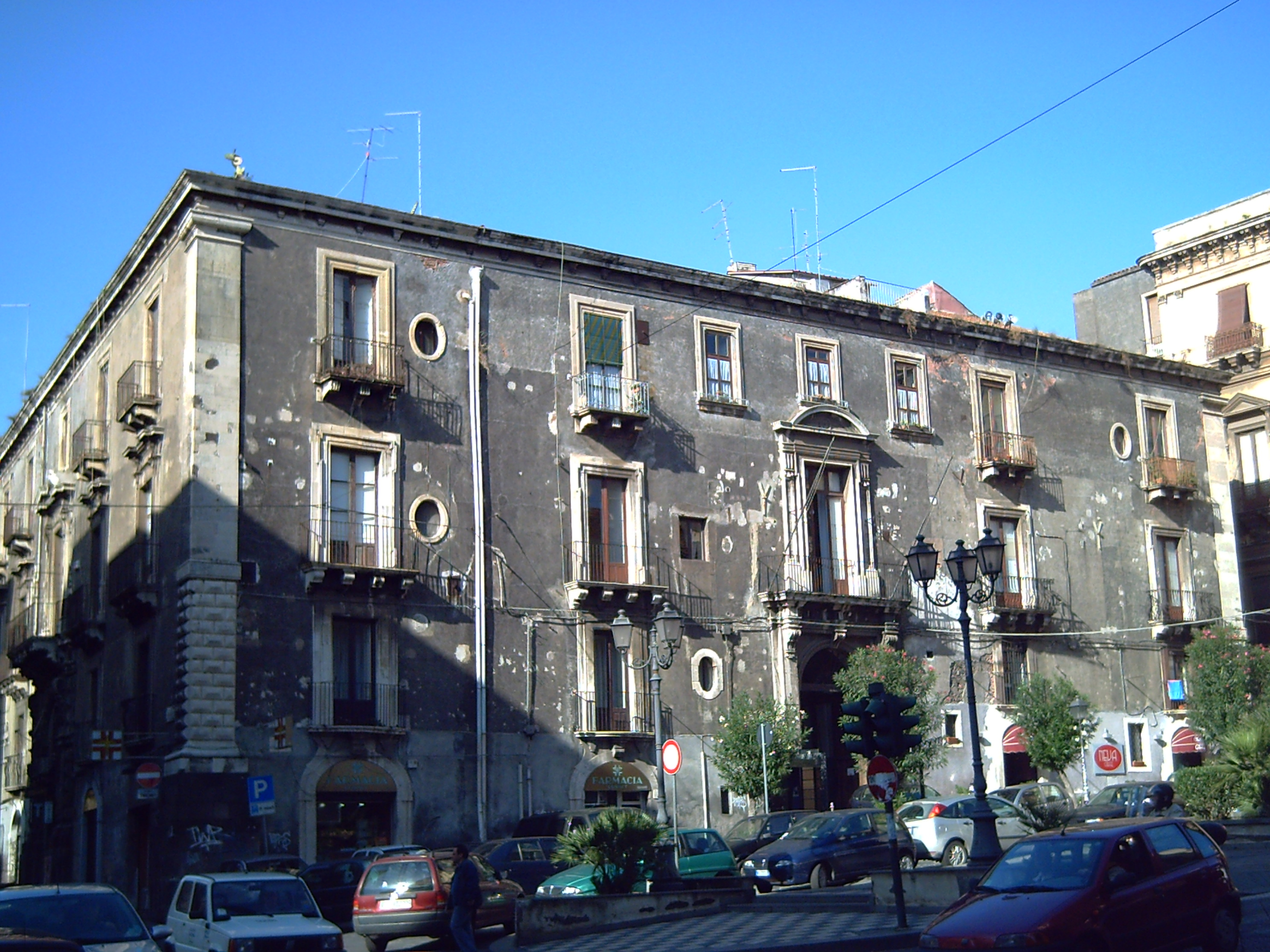
Palazzo Gravina Cruyllas, Catania

- Manfredi Gravina, Conte di Ramacca Gravina (1883–1932), Diplomat, Sohn von Blandine und Biagi
- Pietro Gravina (1749–1830), italienischer Kardinal, Bruder von Federico Carlos Gravina y Nápoli